# Une minute de silence (roman)
Pour les articles homonymes, voir Minute de silence (homonymie).
Une minute de silence (titre original : Schweigeminute) est un court roman de l'écrivain allemand Siegfried Lenz paru en 2008.
La traduction française de ce roman, signée par Odile Demange, est parue pour la première fois en France en 2009 aux éditions Robert Laffont.

## Résumé
Ce roman a pour personnage principal Christian. Endeuillé par la mort de sa professeure d'anglais, Stella Petersen, avec qui il avait une relation amoureuse secrète, le personnage est pris entre le passé, fait de souvenirs des moments passés avec son amour, et le présent, où tout l'établissement de la défunte lui rend un ultime hommage.

## Critique
« Ce roman est à la fois une leçon d'écriture et une histoire bouleversante. »

— Le Monde